# Dysphania abrupta
Dysphania abrupta là một loài bướm đêm trong họ Geometridae.